# Var (mitología)
Var es una Ásynjur, una diosa de los Æsir en la mitología nórdica. Es probable que "Var" signifique "benevolente". Diosa de los juramentos llamados várar, relacionados, principalmente, con los votos y contratos maritales.
La Edda Menor, la enumera entre las doce diosas aesir y de ella dice:

[...] Var, que oye los pactos entre la gente y el Juramento de fidelidad que se hacen las mujeres y los hombres; es por esto que tales juramentos se llaman várar; ella se venga luego de los que no los cumplen.
Gylfaginning 34.